# Протести в Юзівці 20 березня 1918 року

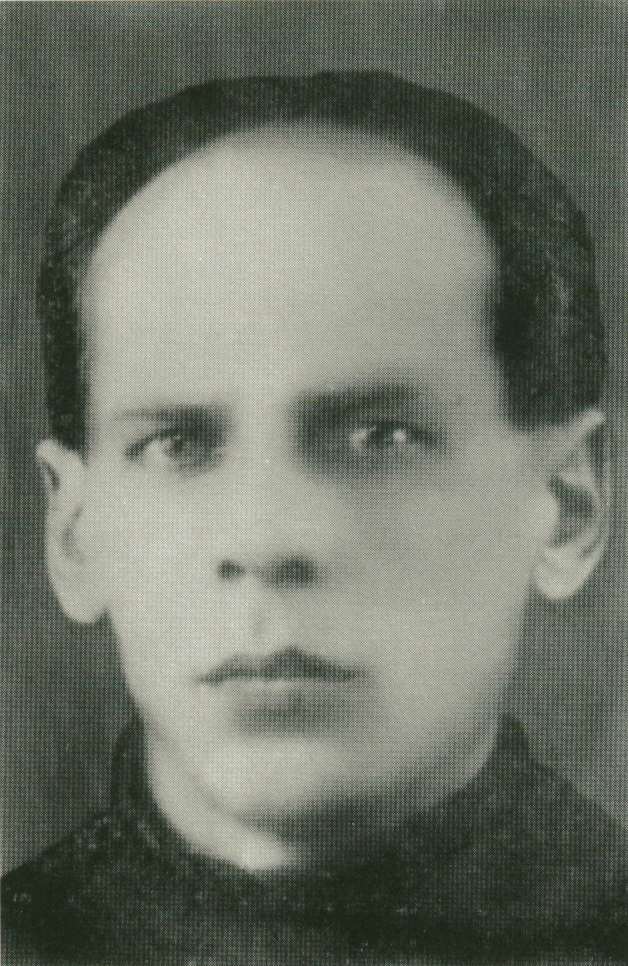
Голова Юзівської ради робітничих депутатів Яків Залмаєв

Протести в Юзівці 20 березня 1918 року — стихійні масові акції 20 березня 1918 року в Юзівці проти діяльності голови Ради робітничих депутатів Якова Залмаєва.

## Передісторія
12 червня 1917 року в Юзівці був створений Юзівський комітет РСДРП (б) на чолі з Залмаевим, в організацію більшовиків увійшли 13 осіб.
6 - 7 листопада 1917 в Петрограді проходив Другий Всеросійський З'їзд Рад. Делегати від Юзівського ради більшовик Залмаєв Яків, інтернаціоналіст Трояновський Семен проголосували за перехід всієї влади на місцях до Рад.
У Юзовській газеті "Известия Юзовского Совета Рабочих и Солдатских Депутатов" вийшла така оцінка Жовтневого перевороту: 
"Спроба меншости,— силою баґнетів та кулементів нав’язати свою волю більшости демократії, вичерпає себе швидко, блискавично. Вже й тепер видно, що карта Леніна бита" 
10 листопада в Юзовку приїхав уповноважений ЦК РСДРП (б) Б. І. Магидов провів збори місцевої більшовицької організації, на зборах Магидов виступив з доповіддю про становище в Петрограді про Жовтневу Революцію. Збори запропонували Юзівський раді взяти владу в свої руки, вжити заходів до озброєння місцевих робітників. В цей же день пройшло пленарне засідання Юзівської ради, на ньому більшовиками була винесена резолюція про підтримку Жовтневої Революції і рішень Другого Всеросійського З'їзду Рад. Більшість членів ради відмовилися підтримати винесені пропозиції і закликали створити: "однорідне соціалістичний уряд".
13 листопада відбулося чергове засідання ради, більшовики знову запропонували резолюції, в яких схвалювали рішення Другого всеросійського ради, і запропонували висловити підтримку новому уряду - Раді Народних Комісарів. Більшість членів ради відхилили резолюцію більшовиків замість якої винесли свою резолюцію "в якій засуджувався незаконний переворот в Петрограді". Більшовики бачачи що законним шляхом вони нічого не доб'ються, з роботи в раді вони переключилися до агітації в робочому середовищі із закликами про переобрання ради.
30 листопада пройшли перевобири виконкому і президії Юзівської ради. До складу виконкому було обрано 6 більшовиків 2 меншовики і 1 есер. Головою ради було обрано Я. В. Залмаєв. Рада прийняла резолюцію. про повну підтримку Ради Народних Комісарів. В знак протест велика частина ради покинули зборів і стали брати участь в зборах Юзівської міської ду. Таким чином у більшовиків не вийшло захопити владу в місті.
18 грудня відбулося чергове засідання ради на якому була прийнята резолюція, в якій віталась Жовтнева Революція, схвалювалась політика радянського уряду очолюваного Леніним. Рада вирішила підтримати владу Ради ВЦВК і Рада Народних Комісарів, і при цьому рада відмовилась визнати владу УЦР і закликала скликати Всеукраїнський з'їзд рад. В цей же час міська дума продовжувала визнавати і працювати і звертатися з усіх питань до УЦР.
На момент початок подій в Юзівці вся повнота влади в місті не належали більшовикам, в місті було багатовладдя. Більшовицька влада в місті була представлена Юзівською радою робітничих і слодатскіх депутатів і Штабом червоної гвардії Юзівського району які спиралися на червоногвардійські загони ЦВРКД, у цей же час у місті продовжувала діяти есеро-меншовицька Юзівська міська дума яка опіраласть на частини міської міліції.

### Причини заколоту
- перша версія Харечко Тараса - бажаючи протидіяти місцевій міліції та міській думі, яка вела агітацію за УЦР і закликала робітників не вступати до Червоної гвардії, Центральний Штаб Червоної Гвардії Донбасу ввів в місті Юзово воєнний стан, це викликало протест місцевого населення.[1]
- друга версія Харечко Тарас - голова Юзівської ради Залман заступався за якогось Тулупова який був заарештований міською міліцією, це викликало протест з боку міського населення яке вимагало відставки Залмаева.[1]
- третя версія Алгасова В. - 12 березень міська дума Юзівки захопила владу в місті, вона спиралася на збройну силу міліції. Місцеві більшовики спробували роззброїти міську міліцію яку очолював Легкий. До будівлі міської міліції з'явився Залмаєв і наказав здати зброю і справи, після арешту Легкого біля будівлі міліції зібралося місцеве населення яке вимагало звільнити арештованого, але протестувальники  були розігнуті.[2][3]
- четверта версія начальника міліції Легкого - в околицях Юзівки відбулися ряд великих злочинів, в Старомихайлівці на млині було вбито 42 робочих і селян, на хуторі Берізка була вбита сім'я, було скоєно пограбування кредитного товариства в Селідово і ряд інших злочинів. З цього приводу в Юзівці був заарештований бандит Некрасов, якій під час проведення допиту видав своїх спільників які брали участь в бандитизмі анархіст Тулупов і командир червоної гвардії Грачов. Дозвіл на арешт було отримано за підписом Залмаєва, він не знав кого мали заарештувати. Під час спроби затримання Грачова сталася сутичка з червоноармійцями було вбито 4 міліціонери. Після невдалої спроби затримання Легкий прибув в ЦШКГД і попросив допомогти затримати Тулупова, але йому заявили що затримувати Тулупова неможна так як він родич Залмаева. Легкий отримав дозвіл на розстріл Грачова і Некрасова та інших учасників банди крім Тулупова. Про те що ЦШКГД не дав заарештувати Тулупова він виступив з доповіддю в Юзівській раді. Рада ухвалила рішення створити комісію для розслідування справи Тулупова вона винесла постанову заарештувати останнього. Арешт Тулупова спровокував роззброєння міліції і арешт Легкого.[4] А роззброєння міліції і арешт Легкого призвело до повстання міського населення.

## Хронологія подій
У березні 1918 року стався напад на касу металургійного заводу. В ході пограбування було вбито четверо міліціонерів та вкрадено більше 1 млн рублів.
За вчинення цього злочину був затриманий Грачов. Він видав своїх спільників. Під час їх арешту сталась перестрілка. Загинуло четверо міліціонерів.
У своїх спогадах начальник юзівської міліції Легкий писав: „Після того, як прибули ми на Бреславські копальні, Грачов спровокував перед Червоною Гвардією (звістку) про появу козаків у нашій особі. Червона Гвардія лягла в шанці й почала стрілянину по нас. Ми підняли мандат і покидали зброю. Кричали, що ми свої, але Грачов командував стріляти; 4 з нас було забито: Гуляченко, Корогодін, Янус та Букреїв, а мене було поранено".
21 лютого (6 березня)
Янус Іван Никанорович 40 років, уродженець Могільовської губернії, Чауського повіту, Дрибинської волості села Господино.
Букреїв Іван Григорович 28 років, штабс капітан.
Корогодін Миколай Тімофейович 28 років, уродженец Орловської губернії Малоархангельського повіту, Скарятинської волості, села Лимово.
Гуляченко Іван Іванович 28 років, мещанин міста Новомосковська.
Невдовзі виявилось, що організатором пограбування був член виконавчого комітету однієї із рад робітничих депутатів, начальник штабу червоної гвардії станції Гришине, більшовик Тулупов.
Голова Юзівської ради робітничих депутатів, однопартієць Тулупова, Яків Залмаєв видав розпорядження звільнити з-під арешту злочинця.
За даними В. Алгасова, Тулупов був родичем Залмаєва.

## Протести
Звільнення з-під арешту Тулупова за наказом Залмаєва викликало протестні акції міліціонерів та працівників металургійного заводу. Будівля Ради була оточена.
Лідер місцевих більшовиків Шулім Грузман відправив в Раднарком Донецько-Криворізької республіки телеграму: «Юзівська рада разом із Думою постановили озброїти міліцію і роззброїти Червону армію. Контрибуцію, накладену на Юзівських капіталістів Донецьким Раднаркомом, знято на користь Думи. Постановлено, щоб Центроштаб виселився з Юзівки. Частина робітників, підбурювана меншовиками, есерами і провокаторами, кидає роботу. Виникають вуличні ексцеси … Справа може дійти до кровопролиття … Необхідно всім авторитетом радянської влади сказати юзівчанам, що вони зарвалися.».
Контрольована більшовиками Червона гвардія намагалась ввести у місті надзвичайний стан, роззброїти міліцію та арештувати лідера протестів міліціонера, есера Василя Клюєва. Робітники вийшли на захист міліції. Тоді червоногвардійці застосували зброю. Двоє робітників було вбито, троє – поранено.
Рада робітничих депутатів під тиском протестантів зняла Якова Залмаєва з посади голови Ради та вимагала видалити Червону гвардію та їх Центроштаб з міста. За це рішення проголосували 66 членів ради, проти – 28.
Яків Залмаєв  утік з міста, а протести припинились.

## Розслідування подій
20 березня 1918 Яків Залмаєв покинув Юзівку і поїхав до Маріуполя. В кінці березня в зв'язку з втечею Якова Залмаєва в Юзівку утворився новий комітет РСДРП (б) на чолі з Гордоном. Новостворений комітет відразу ж створив комісію для розслідування справи Якова Залмаєва.  Всього у справі пройшло 3 засідання. За підсумками першого засідання було ухвалено рішення його заарештувати. Для цього були відправлені телеграми до Маріуполя і Харкова. Повний текст телеграм:
"Прохання телеграфно повідомити вам (?) Совдепам предбаченим шляхом Якова Васильевича Залмаєва про його арешт з зазначенням документів, що є в нього вашої ради й його таких приміт: високий на зріст, сутулий, шатен. Юзівський комітет РКП(б). Члени президії: Колотухін, Корнієв".
"Харків. Обласний комітет РКП(б). Доводимо до вашого відому, що про члена обласного комітету Якова Васильевича Залмаєва юзівський комітет РКП(б) зібрав документальні відомості, що його компрометують; а тому просимо ніяких документів зазначеній особі не видавати. Юзівський комітет РКП(б). Члени президії Колотухін, Корпієв".
Друге засідання пройшло 28 березня, але його результат не відомий.
На позачерговому засіданні комісії 29 березня було ухвалено рішення виключити Залмаєва з РКП(б), яке було опубліковано в газеті "Донецька Правда":
"Заслухавши доповідь від комісії, що розслідувала справу Залмаєва й всебічно обговоривши її, збори ухвалили виключити Я. В. Залмаєва з партії за порушення партійної дисципліни: він покинув свій пост у відповідальну хвилину й цим погрішив проти партійної етики". 
3 квітня відбулося останнє засідання комісії, яка постановила:
"На питання про Залмаєва вирішено послати телеграми до Маріуполя, Харкова та Петроґраду й вмістити витяг з протоколу в газеті „Донецкая Правда".
Телеграми надіслано такого змісту: 
"Юзівська організація РКП(б). Виключено з партії Якова Васильевича Залмаєва". 
Через нестачу документів достовірно невідомо чим закінчилося розслідування комісії.

## Оцінки в історичній літературі
В радянській історіографії ці події отримали назву «мятеж». 

## Пам'ять про події
На честь Якова Залмаєва у Донецьку названа вулиця.